# Миза Гюйру

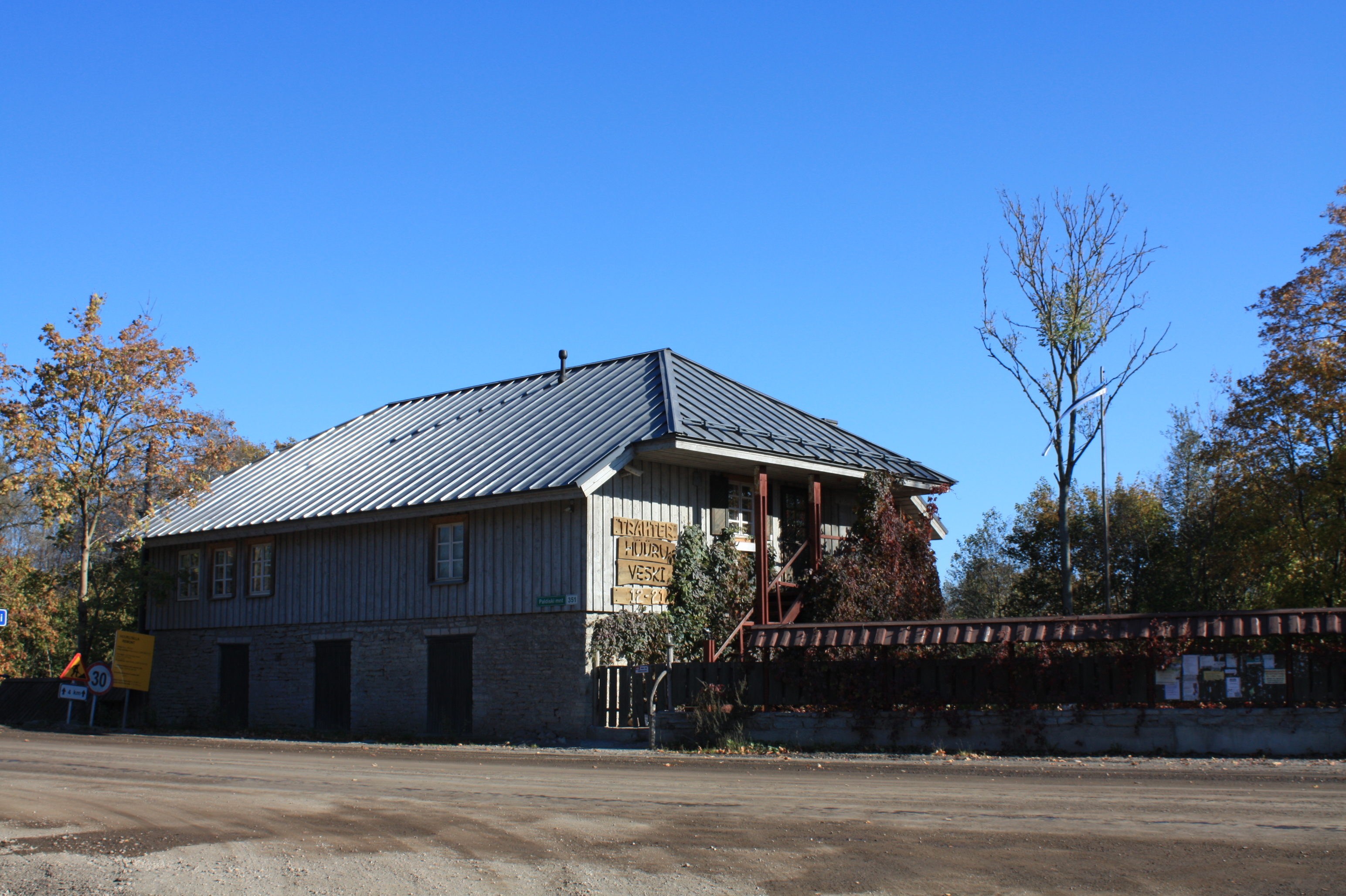
Водяний млин мизи Гюйру

Миза Гюйру (ест. Hüüru mõis, нім. Huer) — маєток, що знаходиться в селі Гюйру волості Сауе  Гар'юського повіту на заході від Таллінна, столиці Естонії.

## Історія
Мизу заснували в 1560 р., коли її відокремили від  мизи Харк. Пізніше в цьому ж місці на  річці Вяена побудували млин мизи Харк.
З 1827 р. миза належала власнику мизи Харк Костянтину фон Унгерн-Стернбергу.
З 1892 р. Гюйру стала побічною мизою  мизи Раннамийза, власники якої Костянтин і Олександер фон Веймарни жили в  мизі Мурасте).

## Архітектура
Одноповерхова миза з плоским дахом в стилі  історицизму була перебудована з більш ранньої будови в другій половині XIX століття. В правій стороні будівлі стильна прибудова у вигляді еркера. В даний час в мизі міститься магазин.

## Додаткові споруди
На іншому боці Кейласького шосе збереглися руїни  неоготичної кузні, а також водяний млин, перетворений після реставрації на трактир. Решта побічних споруд, що збереглися, здебільшого перебудовані.
Від кам'яного моста того часу залишилися тільки опори, а сучасний міст через річку Вяена розташований в декількох десятках метрів від старого на південь.

## Приход
Згідно з історичним адміністративним поділом, миза Гюйру відноситься до  Кейласького приходу.

## Ресурси Інтернета
- Eesti Ajalooarhiivi kinnistute register: Hüüru mõis (Keila khk)[недоступне посилання з липня 2019]
- http://www.mois.ee/harju/hyyru.shtml [Архівовано 29 серпня 2012 у Wayback Machine.]
- http://www.hyyruveski.ee/ [Архівовано 2 листопада 2012 у Wayback Machine.]